# 血液型別 オンナが結婚する方法♪
『血液型別 オンナが結婚する方法♪』（けつえきがたべつ オンナがけっこんするほうほう）は、フジテレビ系で、2009年2月23日から同月26日までの23:00 - 23:45（JST）に、4夜連続で放送された恋愛オムニバスドラマの特別番組。

## 概要
血液型が異なる4人の春川 幸恵（はるかわ さちえ）の恋愛物語。劇中ではそれぞれの血液型のオンナの特徴がストーリーに合わせて発表される。
各回の幸恵役には、それぞれ「同じ血液型」の女優がキャスティングされる。ただ、それぞれの相手役については、演じる役とは異なった血液型の俳優をキャスティングしている。また幸恵の友人・水沢麗華役の近藤春菜（ハリセンボン）は唯一全話出演。こちらも幸恵同様に同姓同名だが、毎回キャラクターが異なる。
エンドロールの後、このドラマがフィクションであることと同時に「作品の中に登場する血液型の特徴は、番組独自の表現であり、その血液型の性格を断定するものではありません。」というテロップが表記されている。このドラマを例に、東京新聞は、2009年3月8日の社説で、「血液型は輸血にしか役立ちませんが、人間を見るための判断材料なら山ほどあります」と述べる。
本編終了後、ヒッチハイクでこのドラマと連動したレクサス・RXの60秒ミニドラマCMが4夜連続で放送された。出演は知花くらら（幸恵役）、森理世（麗華役）。その後、放送された4話分のCMから本編との連動箇所を除き、30秒に編集し直したCMが放送されていた。

## 第一夜・A型オンナが結婚する方法
2009年2月23日放送。視聴率13.0%。
ストーリー
中小企業の経理課で働く幸恵は、結婚が女の幸せであると考えているが、とても奥手であり恋心を抱いている誠に話しかけることもできないでいた。そんな中、誠が大阪に転勤することを知った幸恵は、誠を狙っている夏美に対抗すべく、麗華のアドバイスに従い積極的な女性に変身しようとする。
キャスト
- 春川幸恵：加藤ローサ
福島出身の23歳。満井住器株式会社の経理課で働くOL。結婚を夢見て小学生時代からコツコツ貯金をしている（預金額は約230万円）。彼氏いない歴3年。誠からは「さっちゃん」と呼ばれている。
- 渡辺誠：野久保直樹
幸恵と同じ会社で営業一課に勤務するO型男。
- 村上夏美：山田麻衣子
幸恵と同じ会社で販売促進課に勤めるB型オンナ。誠に積極的なアプローチを仕掛ける。
- 水沢麗華：近藤春菜（ハリセンボン）
B型オンナのネイリスト。最近、彼氏とケンカ中で、幸恵の部屋に押しかけてくる。

## 第二夜・B型オンナが結婚する方法
2009年2月24日放送。視聴率9.8%。
ストーリー
人気脚本家の幸恵は、剣との別れも重なり、最近スランプに陥っている。ある日、自身が脚本を手がけたドラマの打ち上げで酔い潰れてしまった幸恵は間違えて男子トイレに入ってしまい、そこで美術スタッフの暁彦と出会う。
キャスト
- 春川幸恵：釈由美子
横浜出身の30歳。数々のメガヒットドラマを生み出してきた脚本家だが、最近は視聴率に恵まれていない。交際していた剣からのプロポーズを断った。芋けんぴが好き。
- 保住暁彦：宮迫博之（雨上がり決死隊）
美術スタッフ（大道具）をする傍ら、自身の住居兼アトリエで絵を描いている自称アーティストなAB型男。人物画を描くのが苦手。
- 城井剣：宮城健太郎
「シロケン」の愛称で人気の若手俳優。一週間前に幸恵にプロポーズをしたが、振られた。
- 水沢麗華：近藤春菜（ハリセンボン）
専業主婦で、一男二女の母親。幸恵が脚本を手がけたドラマのファン。
- 水沢麗次：大関遼太
- 水沢知華：中野葵
- 水沢美華：辻口由奈

## 第三夜・O型オンナが結婚する方法
2009年2月25日放送。視聴率13.2%。
ストーリー
インテリア雑貨ショップでアルバイトをしている幸恵は、良く言えばおおらか、悪く言えば大雑把な性格で、母親も呆れている。ある日、バイト先で男に中国語で話しかけられたが、中国語も分からず、商品知識もない幸恵は「スタッフ失格」と言われてしまう。その男は新たに代理店契約を結んだ台湾の家具ブランドのチーフプロデューサー、エディであった。麗華にエディを見返したらどうかと言われた幸恵は中国語の勉強を始める。
キャスト
- 春川幸恵：香椎由宇
さいたま市の実家で両親と暮らしている24歳。市役所を辞め、麻布十番のインテリア雑貨ショップ「ACME facture」でアルバイトをしている。彼氏いない歴3年。
- エディ・チャン：チェン・ボーリン（陳柏霖）
台湾の家具ブランド「フォレスト」でチーフプロデューサーをしているA型男。中国語・英語・日本語を話せるトライリンガル。
- 春川良恵：石野真子
幸恵の母。娘のいい加減っぷりに呆れている。
- 水沢麗華：近藤春菜（ハリセンボン）
地元の信用金庫で働いているA型オンナ。英語やフランス語を勉強している他、料理教室にも通っている。現在、彼氏募集中。

## 第四夜・AB型オンナが結婚する方法
2009年2月26日放送。視聴率12.4%。
ストーリー
女子大生の幸恵はクールで近寄りがたい雰囲気があるため、同じ学部の学生たちからは敬遠されているが、准教授の権田原はそんな幸恵に思いを寄せていた。ある日、幸恵は権田原から一人娘・真理の家庭教師を頼まれる。権田原が結婚していたことに驚く幸恵だったが、やがて真理と接していく中で、権田原の妻が4年前に交通事故で他界していたことを知る。
キャスト
- 春川幸恵：水川あさみ
奈良出身の22歳。桜宮大学理工学部の学生で、カルチャースクールの漫才教室にも通っている。大学卒業後は奈良に戻らず、大学院への進学を考えている。彼氏いない歴3年。権田原親子には「さっちゃん」と呼ばれている。
- 権田原仁：城島茂（TOKIO）
桜宮大学理工学部准教授のA型男。関西出身。ダサくてウザい系だが、どこか憎めない。4年前に交通事故で妻を亡くしており、彼はこのときに論文の発表で渡米していたために妻を看取ることができず、今でもこのことを引きずっている。
- 権田原真理：伊藤綺夏
権田原の一人娘で小学校4年生。2月26日生まれのAB型。彼女の母親がカレーを作っている途中、隠し味の蜂蜜を買いに行った帰りに事故に遭ったため、一時はカレーの匂いを嗅いだだけでも泣き出していた。だが現在はカレー嫌いはなくなっているようである。年頃なためか、いつまでも子ども扱いしている父親を疎ましく感じているが、本当は照れくさく思っていて、幸恵に対する思いも密かに知っている。幸恵の呼び方は最初「さっちゃん先生」だったが、のちに父親と同じ「さっちゃん」に変わっている。
- 源五郎：小市慢太郎
漫才教室で講師をしているA型男。
- 水沢麗華：近藤春菜（ハリセンボン）
結婚相談所のコンサルタントをしているAB型オンナ。漫才教室でひょんなことから幸恵と漫才コンビ「ダブルAB」を組む。彼氏いない歴5年だが、やがて源に思いを寄せるようになる。

## スタッフ
- 脚本：根津理香（第一・二夜）、川嶋澄乃（第三・四夜）
- 企画：栗原美和子
- プロデュース：清水一幸、貸川聡子
- 演出：葉山浩樹（第一・二夜）、佐藤源太（第三夜）、都築淳一（第四夜）
- 主題歌：Tommy february6 『○Strawberry●Cream○Soda●Pop○』（DefSTAR RECORDS）

## ネット局
| 放送対象地域  | 放送局                   | 系列                                         | 放送期間                | 放送日時 (JST) | 備考       |
| ------------- | ------------------------ | -------------------------------------------- | ----------------------- | --- | ---------- |
| 関東広域圏    | フジテレビ (CX)          | フジテレビ系列                               | 2009年2月23日 - 2月26日 | 月曜 - 木曜 23:00 - 23:45 | 制作局     |
| 北海道        | 北海道文化放送 (UHB)     | フジテレビ系列                               | 2009年2月23日 - 2月26日 | 月曜 - 木曜 23:00 - 23:45 | 同時ネット |
| 岩手県        | 岩手めんこいテレビ (MIT) | フジテレビ系列                               | 2009年2月23日 - 2月26日 | 月曜 - 木曜 23:00 - 23:45 | 同時ネット |
| 宮城県        | 仙台放送 (OX)            | フジテレビ系列                               | 2009年2月23日 - 2月26日 | 月曜 - 木曜 23:00 - 23:45 | 同時ネット |
| 秋田県        | 秋田テレビ (AKT)         | フジテレビ系列                               | 2009年2月23日 - 2月26日 | 月曜 - 木曜 23:00 - 23:45 | 同時ネット |
| 山形県        | さくらんぼテレビ (SAY)   | フジテレビ系列                               | 2009年2月23日 - 2月26日 | 月曜 - 木曜 23:00 - 23:45 | 同時ネット |
| 福島県        | 福島テレビ (FTV)         | フジテレビ系列                               | 2009年2月23日 - 2月26日 | 月曜 - 木曜 23:00 - 23:45 | 同時ネット |
| 新潟県        | 新潟総合テレビ (NST)     | フジテレビ系列                               | 2009年2月23日 - 2月26日 | 月曜 - 木曜 23:00 - 23:45 | 同時ネット |
| 長野県        | 長野放送 (NBS)           | フジテレビ系列                               | 2009年2月23日 - 2月26日 | 月曜 - 木曜 23:00 - 23:45 | 同時ネット |
| 静岡県        | テレビ静岡 (SUT)         | フジテレビ系列                               | 2009年2月23日 - 2月26日 | 月曜 - 木曜 23:00 - 23:45 | 同時ネット |
| 富山県        | 富山テレビ (BBT)         | フジテレビ系列                               | 2009年2月23日 - 2月26日 | 月曜 - 木曜 23:00 - 23:45 | 同時ネット |
| 石川県        | 石川テレビ (ITC)         | フジテレビ系列                               | 2009年2月23日 - 2月26日 | 月曜 - 木曜 23:00 - 23:45 | 同時ネット |
| 福井県        | 福井テレビ (FTB)         | フジテレビ系列                               | 2009年2月23日 - 2月26日 | 月曜 - 木曜 23:00 - 23:45 | 同時ネット |
| 中京広域圏    | 東海テレビ (THK)         | フジテレビ系列                               | 2009年2月23日 - 2月26日 | 月曜 - 木曜 23:00 - 23:45 | 同時ネット |
| 近畿広域圏    | 関西テレビ (KTV)         | フジテレビ系列                               | 2009年2月23日 - 2月26日 | 月曜 - 木曜 23:00 - 23:45 | 同時ネット |
| 島根県 鳥取県 | 山陰中央テレビ (TSK)     | フジテレビ系列                               | 2009年2月23日 - 2月26日 | 月曜 - 木曜 23:00 - 23:45 | 同時ネット |
| 岡山県 香川県 | 岡山放送 (OHK)           | フジテレビ系列                               | 2009年2月23日 - 2月26日 | 月曜 - 木曜 23:00 - 23:45 | 同時ネット |
| 広島県        | テレビ新広島 (TSS)       | フジテレビ系列                               | 2009年2月23日 - 2月26日 | 月曜 - 木曜 23:00 - 23:45 | 同時ネット |
| 愛媛県        | テレビ愛媛 (EBC)         | フジテレビ系列                               | 2009年2月23日 - 2月26日 | 月曜 - 木曜 23:00 - 23:45 | 同時ネット |
| 高知県        | 高知さんさんテレビ (KSS) | フジテレビ系列                               | 2009年2月23日 - 2月26日 | 月曜 - 木曜 23:00 - 23:45 | 同時ネット |
| 福岡県        | テレビ西日本 (TNC)       | フジテレビ系列                               | 2009年2月23日 - 2月26日 | 月曜 - 木曜 23:00 - 23:45 | 同時ネット |
| 佐賀県        | サガテレビ (STS)         | フジテレビ系列                               | 2009年2月23日 - 2月26日 | 月曜 - 木曜 23:00 - 23:45 | 同時ネット |
| 長崎県        | テレビ長崎 (KTN)         | フジテレビ系列                               | 2009年2月23日 - 2月26日 | 月曜 - 木曜 23:00 - 23:45 | 同時ネット |
| 熊本県        | テレビくまもと (TKU)     | フジテレビ系列                               | 2009年2月23日 - 2月26日 | 月曜 - 木曜 23:00 - 23:45 | 同時ネット |
| 鹿児島県      | 鹿児島テレビ (KTS)       | フジテレビ系列                               | 2009年2月23日 - 2月26日 | 月曜 - 木曜 23:00 - 23:45 | 同時ネット |
| 沖縄県        | 沖縄テレビ (OTV)         | フジテレビ系列                               | 2009年2月23日 - 2月26日 | 月曜 - 木曜 23:00 - 23:45 | 同時ネット |
| 大分県        | テレビ大分 (TOS)         | フジテレビ系列 日本テレビ系列                | 2009年4月1日 - 4月7日   | 4月1日 17:10 - 17:53（第一夜） 4月3日 17:10 - 17:53（第二夜） 4月6日 17:10 - 17:53（第三夜） 4月7日 17:10 - 17:53（第四夜）     |            |
| 宮崎県        | テレビ宮崎 (UMK)         | フジテレビ系列 日本テレビ系列 テレビ朝日系列 | 2009年4月13日 - 4月16日 | 4月13日 24:44 - 25:29（第一夜） 4月14日 24:39 - 25:24（第二夜） 4月15日 24:44 - 25:29（第三夜） 4月16日 24:53 - 25:38（第四夜） |            |